# Karl Kruszelnicki
Karl Sven Woytek Sas Konkovitch Matthew Kruszelnicki (Helsingborg, Suecia, 1948), conocido simplemente como Karl Kruszelnicki o Dr. Karl, es un científico, autor y comentarista de ciencia en la radio y la televisión australiana.
Es licenciado en matemáticas, ingeniería biomédica y medicina. También ha estudiado astrofísica, informática y filosofía. Ha trabajado como físico, trabajador, roadie para las bandas, mecánico de automóviles, cineasta, director del hospital científico, ingeniero biomédico, meteorólogo de televisión, conductor de taxi y médico. Se arrepiente de no convertirse en un profesional de la cerveza, ginecólogo o culivador de melones.
Kruszelnicki es compañero de Julius Sumner Miller en la Fundación Científica para Físicas de la Facultad de Física de la Universidad de Sídney.
En 2002 ganó el Premio Ig Nobel de Investigación Interdisciplinaria